# Stable Diffusion
Stable Diffusion – generator obrazu z tekstu oparty na uczeniu głębokim. Narzędzie jest udostępnione w formie kodu źródłowego i pozwala na nie tylko generowanie obrazów z tekstu ale też naprawianie uszkodzonych obrazów i rozszerzanie obrazu poza jego oryginalne granice (ang. outpainting).
Kod i wagi modelu są dostępne publicznie i może działać na komputerach z co najmniej 8 GB pamięci GPU. Podczas swojego opublikowania w 2022 stanowił alternatywę dla podobnych dużych modeli generowania obrazu jak DALL-E czy Midjourney, które działają na zasadzie usługi SaaS.
Stable Diffusion jest oparty na LDM, jednym z modeli dyfuzyjnych opracowanych na Uniwersytecie Monachijskim.

## Technologia

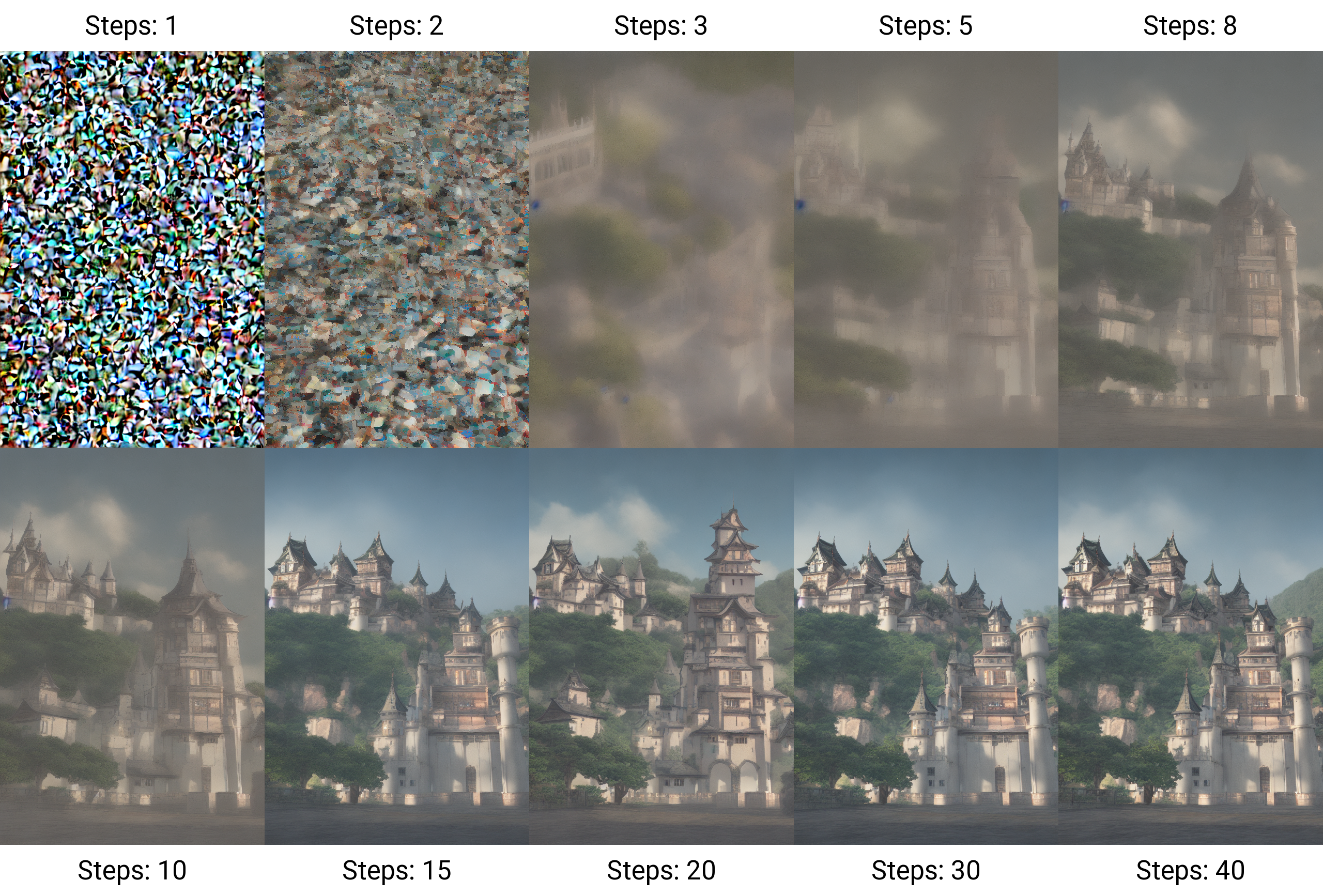
Proces odszumiania używany przez Stable Diffusion. Model generuje obrazy przez odszumianie.

Stable Diffusion trenowano na parach obrazów i podpisów pobranych z LAION-5B, publicznie dostępnego zestawu danych z 5 miliardami par obraz-tekst.
Model trenowano przy użyciu 256 procesorów graficznych Nvidia A100 w Amazon Web Services, co łącznie zajęło 150 000 godzin pracy procesora graficznego, a koszt wyniósł 600 000 USD.